# Мюлдорф на Ин
Мюлдорф на Ин (на немски: Mühldorf am Inn, служебно: Mühldorf a.Inn) е окръжен град в Горна Бавария, Германия с площ 29,42 km² и 17 296 жители (към 31 декември 2012).
Намира се между Мюнхен и Пасау, на около 78 km източно от Мюнхен, на 99 km югозападно от Пасау и на 65 km северозападно от Залцбург.
При Мюлдорф на Ин текат реките Ин и Изен, между тях се намира канала Ин, който минава през града.